# Discographie d'Alice Cooper
Cet article présente la discographie de l'artiste américain, Alice Cooper. Elle se décline sous deux formes distinctes, celle avec le Alice Cooper Group et celle en artiste solo. La première est composée de huit albums studios et deux compilations, la seconde de vingt-deux albums studio, de douze albums live, et d'une vingtaine de compilations. Les ventes d'albums se situent à plus de cinquants millions d'exemplaires

## Avec le Alice Cooper Group
Formé sous le nom d'Earwigs en 1964 par Vincent Furnier (chant), Glen Buxton et Michael Bruce (guitares), Dennis Dunaway (basse) et Neal Smith le groupe joue principalement des reprises des Beatles et des Rolling Stones. Après quelques changements de nom, le groupe se retrouve à Los Angeles sous le nom d'Alice Cooper et est présenté à Frank Zappa par les GTO's. Zappa les fait signer sur son label Straight Records et en 1969 sort le premier album, Pretties for You suivit un an plus tard par Easy Action. Ces deux albums proposent un rock influencé par les Beatles et le rock psychédélique. Ils ne se vendent pas bien, mais le groupe se créer une bonne réputation scénique et décide de tenter sa chance à Détroit. Le groupe y fait la connaissance du producteur canadien Bob Ezrin qui accepte de produire leur prochain album, Love It to Death. L'album sort d'abord sur Straight Records puis à la suite de la vente du label par Zappa, sur Warner Bros. Records. Propulsé par le succès du single I'm Eighteen (# 21 du Billboard Hot 100), l'album atteint la 35e place du Billboard 200 américain. A partir de là, le groupe toujours produit par Bob Ezrin et surfant sur la vague du succès, sort quatre autres albums en moins de trois ans atteignant l'apothéose avec School's Out (1972) qui sera numéro 1 en Australie et  au Canada  et atteindra la 2e place aux États-Unis ainsi qu'avec Billion Dollar Babies (1973) (# 1 US et UK). Muscle of Love dernier album avant la séparation du chanteur et de ses musiciens sera moins convaincant (# 21 US, # 34 UK). Les singles auront une importance capitale dans le succès des albums, le mieux classé reste School's Out (US #7) mais d'autres comme Eighteen, Elected, Billion Dollar Babies ou No More Mr.Nice Guy font toujours parti du repertoire scénique de l'artiste

### Albums studio
| Titre                                                                          | Classements des ventes | Classements des ventes | Classements des ventes | Classements des ventes | Classements des ventes | Classements des ventes | Classements des ventes | Classements des ventes | Classements des ventes | Classements des ventes | Classements des ventes | Classements des ventes | Certifications    |
| Titre                                                                          | USA                    | ALL                    | AUS                    | AUT                    | BEL (W)                | CAN                    | ÉCO                    | FRA                    | NOR                    | P-B                    | SUI                    | R-U                    | Certifications    |
| ------------------------------------------------------------------------------ | ---------------------- | ---------------------- | ---------------------- | ---------------------- | ---------------------- | ---------------------- | ---------------------- | ---------------------- | ---------------------- | ---------------------- | ---------------------- | ---------------------- | ----------------- |
| Pretties for You - Sortie : 25 juin 1969 - Label : Straight Records            | 193                    | —                      | —                      | —                      | —                      | —                      | —                      | —                      | —                      | —                      | —                      | —                      | —                 |
| Easy Action - Sortie : 27 mars 1970 - Label : Straight                         | —                      | —                      | —                      | —                      | —                      | —                      | —                      | —                      | —                      | —                      | —                      | —                      | —                 |
| Love It to Death - Sortie : 9 mars 1971 - Label : Straight, Warner Bros.       | 35                     | —                      | —                      | —                      | —                      | 39                     | —                      | —                      | —                      | —                      | —                      | 28                     | Platine           |
| Killer - Sortie : 27 novembre 1971 - Label : Warner Bros.                      | 21                     | —                      | —                      | —                      | 113                    | 11                     | 22                     | —                      | —                      | —                      | 82                     | 27                     | Platine           |
| School's Out - Sortie : 13 juin 1972 - Label : Warner Bros.                    | 2                      | —                      | 1                      | 8                      | 109                    | 1                      | 18                     | —                      | 8                      | 8                      | 83                     | 4                      | Platine           |
| Billion Dollar Babies - Sortie : 25 février 1973 - Label : Warner Bros.        | 1                      | 9                      | 4                      | 4                      | 174                    | 2                      | 13                     | —                      | 6                      | 1                      | —                      | 1                      | Platine · Or · Or |
| Muscle of Love - Sortie : 20 novembre 1973 - Label : Warner Bros.              | 10                     | —                      | —                      | —                      | —                      | 4                      | —                      | 14                     | —                      | —                      | —                      | 34                     | Or                |
| The Revenge of Alice Cooper - Sortie : 25 juillet 2025 - Label : EARmusic      | —                      | —                      | —                      | —                      | —                      | —                      | —                      | —                      | —                      | —                      | —                      | —                      |                   |
| "—" indique que l'album n'entra pas dans les classements musicaux de ces pays. |                        |                        |                        |                        |                        |                        |                        |                        |                        |                        |                        |                        |                   |

### Albums Live
| Titre                                                                                | Classements des ventes | Classements des ventes | Classements des ventes | Classements des ventes | Classements des ventes | Certifications |
| Titre                                                                                | USA                    | ALL                    | BEL (V)                | BEL (W)                | SUI                    | Certifications |
| ------------------------------------------------------------------------------------ | ---------------------- | ---------------------- | ---------------------- | ---------------------- | ---------------------- | -------------- |
| Live at the Whisky a-Go-Go - Sortie : 1er janvier 1992 - Label : Straight Records    | —                      | —                      | —                      | —                      | —                      | —              |
| Live from the Astroturf - Sortie : 23 novembre 2018 - Label : Good Records Recording | —                      | 21                     | 191                    | 120                    | 39                     | —              |

### Compilations
| Titre                                                                    | Classements des ventes | Classements des ventes | Classements des ventes | Classements des ventes | Classements des ventes | Certifications        |
| Titre                                                                    | USA                    | ALL                    | CAN                    | ITA                    | R-U                    | Certifications        |
| ------------------------------------------------------------------------ | ---------------------- | ---------------------- | ---------------------- | ---------------------- | ---------------------- | --------------------- |
| School Days: The Early Recordings - Sortie : 1973 - Label : Warner Bros. | —                      | 46                     | —                      | 21                     | 13                     | —                     |
| Greatest Hits - Sortie : 1er août 1974 - Label : Warner Bros.            | 8                      | —                      | 8                      | —                      | —                      | Platine · 3 × Platine |

## Singles
Pré-Alice Cooper
- The Spiders: "Why Don't You Love Me / Hitch Hike" (Mascot M-112) 1965

- The Spiders: "Don't Blow Your Mind / No Price Tag" (Santa Cruz 10.003) 1966

- Nazz: "Wonder Who's Loving Her Now? / Lay Down And Die, Goodbye" (Very Record S-001) 1967

Alice Cooper
| Titre                                                                          | Détails                                                                          | Classements des ventes | Classements des ventes | Classements des ventes | Classements des ventes | Classements des ventes | Classements des ventes | Classements des ventes | Classements des ventes | Classements des ventes | Classements des ventes | Classements des ventes | Classements des ventes | Classements des ventes | De l'album                  |
| Titre                                                                          | Détails                                                                          | USA Hot 100            | ALL                    | AUS                    | AUT                    | BEL (V)                | BEL (W)                | CAN                    | FRA                    | IRL                    | ITA                    | NOR                    | P-B                    | UK                     | De l'album                  |
| ------------------------------------------------------------------------------ | -------------------------------------------------------------------------------- | ---------------------- | ---------------------- | ---------------------- | ---------------------- | ---------------------- | ---------------------- | ---------------------- | ---------------------- | ---------------------- | ---------------------- | ---------------------- | ---------------------- | ---------------------- | --------------------------- |
| Reflected                                                                      | - Sortie : 19 mai 1969 - Face B : Living - Label : Straight Records              | —                      | —                      | —                      | —                      | —                      | —                      | —                      | —                      | —                      | —                      | —                      | —                      | —                      | Pretties for You            |
| Shoe Salesman                                                                  | - Sortie : juin 1970 - Face B : Return of the Spiders - Label : Straight Rec.    | —                      | —                      | —                      | —                      | —                      | —                      | —                      | —                      | —                      | —                      | —                      | —                      | —                      | Easy Action                 |
| Eighteen                                                                       | - Sortie : février 1971 - Face B : Is It My Body - Label : Warner Bros.          | 21                     | —                      | —                      | —                      | —                      | —                      | 7                      | —                      | —                      | —                      | —                      | —                      | —                      | Love It to Death            |
| Caught in a Dream                                                              | - Sortie : 27 avril 1971 - Face B : Hallowed Be My Name - Label : Warner Bros.   | 94                     | —                      | —                      | —                      | —                      | —                      | 68                     | —                      | —                      | —                      | —                      | —                      | —                      | Love It to Death            |
| Under My Wheels                                                                | - Sortie : 28 septembre 1971 - Face B : Desperado - Label : Warner Bros.         | 59                     | —                      | —                      | —                      | —                      | —                      | 49                     | —                      | —                      | —                      | —                      | —                      | —                      | Killer                      |
| Be My Lover                                                                    | - Sortie : 8 février 1972 - Face B : Yeah, Yeah, Yeah - Label : Warner Bros.     | 49                     | —                      | —                      | —                      | —                      | —                      | 21                     | —                      | —                      | —                      | —                      | —                      | —                      | Killer                      |
| School's Out                                                                   | - Sortie : 26 avril 1972 - Face B : Gutter Cat - Label : Warner Bros. - Argent · | 7                      | 5                      | 22                     | 12                     | —                      | 34                     | 3                      | —                      | 2                      | 29                     | 6                      | 9                      | 1                      | School's Out                |
| Elected                                                                        | - Sortie : 6 septembre 1972 - Face B : Luney Tune - Label : Warber Bros.         | 26                     | 3                      | —                      | 3                      | 21                     | 23                     | 13                     | 3                      | 8                      | —                      | —                      | 5                      | 4                      | Billion Dollar Babies       |
| Hello Hooray                                                                   | - Sortie : 3 janvier 1973 - Face B : Generation Landslide - Label : Warner Bros. | 35                     | 13                     | —                      | 16                     | 19                     | 39                     | 18                     | 58                     | 14                     | 53                     | —                      | 6                      | 6                      | Billion Dollar Babies       |
| No More Mr. Nice Guy                                                           | - Sortie : 16 mars 1973 - Face B : Raped and Freezin' - Label : Warner Bros.     | 25                     | 10                     | —                      | 14                     | 20                     | 40                     | 38                     | —                      | 18                     | —                      | —                      | 6                      | 10                     | Billion Dollar Babies       |
| Billion Dollar Babies                                                          | - Sortie : 11 juillet 1973 - Face B : Mary Ann - Label : Warner Bros.            | 57                     | 30                     | —                      | —                      | —                      | —                      | —                      | —                      | —                      | —                      | —                      | —                      | —                      | Billion Dollar Babies       |
| Halo of Flies                                                                  | - Sortie : juin 1973 - Face B : Under My Wheels - Label : Warner Bros.           | —                      | —                      | —                      | —                      | 24                     | —                      | —                      | —                      | —                      | —                      | —                      | 5                      | —                      | Killer                      |
| Teenage Lament '74                                                             | - Sortie : 28 novembre 1973 - Face B : Hard Hearted Alice - Label : Warner Bros. | 48                     | 43                     | —                      | —                      | —                      | —                      | 14                     | —                      | 16                     | —                      | —                      | —                      | 12                     | Muscle of Love              |
| Muscle of Love                                                                 | - Sortie : 25 janvier 1974 - Face B : Crazy Little Child - Label : Warner Bros.  | —                      | —                      | —                      | —                      | —                      | —                      | —                      | —                      | —                      | —                      | —                      | —                      | —                      | Muscle of Love              |
| Eighteen                                                                       | - Sortie : 1974 - Face B : Muscle of Love - Label : Warner Bros.                 | —                      | —                      | —                      | —                      | —                      | —                      | —                      | —                      | —                      | —                      | —                      | —                      | —                      | Greatest Hits               |
| Black Mamba                                                                    | - Sortie : 23 avril 2025 - Label : EARmusic                                      | —                      | —                      | —                      | —                      | —                      | —                      | —                      | —                      | —                      | —                      | —                      | —                      | —                      | The Revenge of Alice Cooper |
| Wild Ones                                                                      | - Sortie : 4 juin 2025 - Label :EARmusic                                         | —                      | —                      | —                      | —                      | —                      | —                      | —                      | —                      | —                      | —                      | —                      | —                      | —                      | The Revenge of Alice Cooper |
| "—" indique que l'album n'entra pas dans les classements musicaux de ces pays. |                                                                                  |                        |                        |                        |                        |                        |                        |                        |                        |                        |                        |                        |                        |                        |                             |

## Carrière solo
Alice commence avec succès sa carrière solo avec l'album Welcome to My Nightmare (US # 5, CAN # 2) qui sera certifié disque d'or un mois après sa sortie et disque de platine en 1990. A partir de l'album suivant, Alice Cooper Goes to Hell (# 27 et disque d'or), les albums reculent dans les classement US jusqu'à en sortir à partir de Zipper Catches Skin et DaDa.  Il faut dire qu'à partir de Flush the Fashion (1980) la musique se teinte de New Wave et que le chanteur abandonne son personnage et change de maquillage. Il mettra sa carrière entre parenthèses à partir de 1983 notamment pour soigner don addiction à l'alcool avant de revenir en 1986 avec l'album Constrictor qui marque le retour au hard rock et dans les classements (US # 59, UK # 41). Il revient dans le haut des classements et des ventes avec l'album Trash (US #20) (1989) qui se classa à la première place en Finlande à la 2 au Royaume-Uni et dans le top 10 de nombreux pays. Alice Cooper continua à sortir des albums régulièrement qui atteindront différents niveaux dans les classement, plutôt dans le bas entre 2000 et 2005 avant une bonne remontée depuis 2008.
Au niveau des singles, le gagnant est sans conteste, Poison issu de l'album Trash. Il se classe à la 7 du Billboard Hot 100 américain en 1989 et est certifié disque d'or aux USA et en Allemagne et disque de platine au Royaume-Uni. Only Women Bleed (1975) est à ce jour le single le mieux classé aux USA (#5), il atteidra même la première place au Canada. I Never Cry (1976, US # 12) est également recompensé par un disque d'or.

### Albums studio
| Titre                                                                                  | Classements des ventes | Classements des ventes | Classements des ventes | Classements des ventes | Classements des ventes | Classements des ventes | Classements des ventes | Classements des ventes | Classements des ventes | Classements des ventes | Classements des ventes | Classements des ventes | Classements des ventes | Classements des ventes | Classements des ventes | Classements des ventes | Classements des ventes | Classements des ventes | Certifications                                       |
| Titre                                                                                  | USA                    | ALL                    | AUS                    | AUT                    | BEL                    | BEL                    | CAN                    | ÉCO                    | ESP                    | FIN                    | FRA                    | ITA                    | NOR                    | N-Z                    | P-B                    | SUÈ                    | SUI                    | R-U                    | Certifications                                       |
| Titre                                                                                  | USA                    | ALL                    | AUS                    | AUT                    | (V)                    | (W)                    | CAN                    | ÉCO                    | ESP                    | FIN                    | FRA                    | ITA                    | NOR                    | N-Z                    | P-B                    | SUÈ                    | SUI                    | R-U                    | Certifications                                       |
| -------------------------------------------------------------------------------------- | ---------------------- | ---------------------- | ---------------------- | ---------------------- | ---------------------- | ---------------------- | ---------------------- | ---------------------- | ---------------------- | ---------------------- | ---------------------- | ---------------------- | ---------------------- | ---------------------- | ---------------------- | ---------------------- | ---------------------- | ---------------------- | ---------------------------------------------------- |
| Welcome to My Nightmare - Sortie : 11 mars 1975 - Label : Atlantic                     | 5                      | —                      | 5                      | —                      | —                      | —                      | 2                      | 48                     | —                      | —                      | —                      | —                      | —                      | 24                     | —                      | —                      | —                      | 19                     | Platine · 2 × Platine · 2 × Platine · Argent ·       |
| Alice Cooper Goes to Hell - Sortie : 25 juin 1976 - Label : Warner Bros.               | 27                     | —                      | 4                      | —                      | —                      | —                      | 15                     | —                      | —                      | —                      | —                      | —                      | —                      | —                      | —                      | 47                     | —                      | 23                     | Or · Platine                                         |
| Lace and Whiskey - Sortie : 29 avril 1977 - Label : Warner Bros.                       | 42                     | —                      | 3                      | —                      | —                      | —                      | 27                     | —                      | —                      | —                      | —                      | —                      | —                      | 32                     | —                      | 43                     | —                      | 33                     | —                                                    |
| From the Inside - Sortie : 17 novembre 1978 - Label : Warner Bros.                     | 60                     | —                      | 12                     | —                      | —                      | —                      | 60                     | —                      | —                      | —                      | 23                     | —                      | —                      | 14                     | 14                     | —                      | —                      | 68                     | —                                                    |
| Flush the Fashion - Sortie : 28 avril 1980 - Label : Warner Bros.                      | 44                     | —                      | —                      | —                      | —                      | —                      | 60                     | —                      | —                      | —                      | —                      | —                      | 32                     | 40                     | —                      | 34                     | —                      | 56                     | Or                                                   |
| Special Forces - Sortie : 1er septembre 1981 - Label : Warner Bros.                    | 125                    | —                      | —                      | —                      | —                      | —                      | —                      | —                      | —                      | —                      | —                      | —                      | —                      | —                      | —                      | —                      | —                      | 96                     | —                                                    |
| Zipper Catches Skin - Sortie : 25 août 1982 - Label : Warner Bros.                     | —                      | —                      | —                      | —                      | —                      | —                      | 94                     | —                      | —                      | —                      | —                      | —                      | —                      | —                      | —                      | —                      | —                      | —                      | —                                                    |
| DaDa - Sortie : 28 septembre 1983 - Label : Warner Bros.                               | —                      | —                      | —                      | —                      | —                      | —                      | —                      | —                      | —                      | —                      | —                      | —                      | —                      | —                      | —                      | —                      | —                      | 93                     | —                                                    |
| Constrictor - Sortie : 22 septembre 1986 - Label : MCA                                 | 59                     | —                      | —                      | —                      | —                      | —                      | —                      | —                      | —                      | —                      | —                      | —                      | —                      | —                      | —                      | 17                     | —                      | 41                     | Or                                                   |
| Raise Your Fist and Yell - Sortie : 5 septembre 1987 - Label : MCA                     | 73                     | —                      | —                      | —                      | —                      | —                      | 66                     | —                      | —                      | —                      | —                      | —                      | —                      | —                      | —                      | 15                     | —                      | 48                     | Or                                                   |
| Trash - Sortie : 25 juillet 1989 - Label : Epic                                        | 20                     | 16                     | 5                      | 4                      | —                      | —                      | 19                     | —                      | —                      | —                      | —                      | —                      | 4                      | 6                      | 53                     | 6                      | 10                     | 2                      | Platine · Or · Platine · Or · Platine · Or · Or · Or |
| Hey Stoopid - Sortie : 2 juillet 1991 - Label : Epic                                   | 47                     | 7                      | 15                     | 5                      | —                      | —                      | 23                     | —                      | —                      | —                      | —                      | —                      | 6                      | 22                     | 54                     | 9                      | 7                      | 4                      | Platine · Argent ·                                   |
| The Last Temptation - Sortie : 12 juillet 1994 - Label : Epic                          | 68                     | 18                     | 15                     | 24                     | —                      | —                      | 70                     | 37                     | —                      | —                      | —                      | —                      | 20                     | —                      | 73                     | 19                     | 13                     | 6                      | —                                                    |
| Brutal Planet - Sortie : 6 juin 2000 - Label :Spitfire Records                         | 193                    | 23                     | —                      | 49                     | —                      | —                      | —                      | 32                     | —                      | —                      | —                      | —                      | —                      | —                      | —                      | 31                     | 66                     | 38                     | —                                                    |
| Dragontown - Sortie : 18 septembre 2001 - Label : Spitfire Rec.                        | 197                    | 54                     | —                      | 75                     | —                      | —                      | —                      | 98                     | —                      | —                      | 142                    | —                      | —                      | —                      | —                      | 41                     | 98                     | 87                     | —                                                    |
| The Eyes of Alice Cooper - Sortie : 23 septembre 2003 - Label : Spitfire Rec.          | 184                    | 78                     | —                      | 72                     | —                      | —                      | —                      | 99                     | —                      | 40                     | —                      | —                      | —                      | —                      | —                      | 59                     | —                      | —                      | —                                                    |
| Dirty Diamonds - Sortie : 4 juillet 2005 - Label : Spitfire / New West Rec.            | 169                    | 71                     | —                      | 66                     | —                      | —                      | —                      | 91                     | —                      | —                      | 159                    | —                      | —                      | —                      | 88                     | 40                     | —                      | 89                     | —                                                    |
| Along Came a Spider - Sortie : 29 juillet 2008 - Label : SPV GmbH / Roadrunner Records | 53                     | 26                     | —                      | 37                     | —                      | —                      | 19                     | 34                     | —                      | 31                     | 101                    | —                      | 33                     | —                      | 76                     | 25                     | 37                     | 31                     | —                                                    |
| Welcome 2 My Nightmare - Sortie : 13 septembre 2011 - Label : UMe                      | 22                     | 26                     | 16                     | 25                     | 80                     | 42                     | 25                     | —                      | 74                     | 17                     | 73                     | 60                     | 23                     | 23                     | —                      | 19                     | 49                     | —                      | —                                                    |
| Paranormal - Sortie : 28 juillet 2017 - Label : earMUSIC                               | 32                     | 4                      | 4                      | 8                      | 15                     | 5                      | 17                     | 3                      | 31                     | 9                      | 57                     | 47                     | 15                     | 33                     | 24                     | 6                      | 3                      | 6                      | —                                                    |
| Detroit Stories - Sortie: 26 février 2021 - Label : earMusic                           | 47                     | 1                      | 3                      | 3                      | 17                     | 7                      | 56                     | 2                      | 21                     | 6                      | 37                     | 39                     | 22                     | —                      | 51                     | 7                      | 3                      | 4                      | —                                                    |
| Road - Sortie : 25 août 2023 - Label : earMusic                                        | 160                    | 2                      | 19                     | 3                      | 28                     | 17                     | —                      | 2                      | 43                     | 17                     | 16                     | —                      | 39                     | —                      | 49                     | 24                     | 6                      | 8                      | —                                                    |
| "—" indique que l'album n'entra pas dans les classements musicaux de ces pays.         |                        |                        |                        |                        |                        |                        |                        |                        |                        |                        |                        |                        |                        |                        |                        |                        |                        |                        |                                                      |

### Albums Live
| Titre                                                                                                 | Classements des ventes | Classements des ventes | Classements des ventes | Classements des ventes | Classements des ventes | Classements des ventes | Classements des ventes | Classements des ventes | Classements des ventes | Classements des ventes | Classements des ventes | Classements des ventes | Classements des ventes |
| Titre                                                                                                 | USA                    | ALL                    | AUS                    | AUT                    | BEL                    | BEL                    | ÉCO                    | ESP                    | FRA                    | P-B                    | SUÈ                    | SUI                    | R-U                    |
| Titre                                                                                                 | USA                    | ALL                    | AUS                    | AUT                    | (V)                    | (W)                    | ÉCO                    | ESP                    | FRA                    | P-B                    | SUÈ                    | SUI                    | R-U                    |
| --- | ---------------------- | ---------------------- | ---------------------- | ---------------------- | ---------------------- | ---------------------- | ---------------------- | ---------------------- | ---------------------- | ---------------------- | ---------------------- | ---------------------- | ---------------------- |
| The Alice Cooper Show - Sortie : 1er décembre 1977 - Label : Warner Bros.                             | 131                    | —                      | —                      | —                      | —                      | —                      | —                      | —                      | —                      | —                      | —                      | —                      | —                      |
| A Fistful of Alice - Sortie : 29 juillet 1997 - Label : Angel Records                                 | —                      | —                      | —                      | —                      | —                      | —                      | 91                     | —                      | —                      | —                      | —                      | —                      | 76                     |
| Alice Cooper: Brutally Live - Sortie : 19 juillet 2000 - Label : Eagle Records                        | —                      | —                      | —                      | —                      | —                      | —                      | —                      | —                      | —                      | —                      | —                      | —                      | —                      |
| Live at Montreux 2005 - Sortie : 1er mai 2006 - Label : Eagle Records                                 | —                      | —                      | —                      | —                      | —                      | —                      | —                      | —                      | —                      | —                      | —                      | —                      | —                      |
| Theatre of Death: Live at Hammersmith 2009 - Sortie : 1er septembre 2010 - Label : Bigger Picture     | —                      | 76                     | —                      | —                      | —                      | —                      | —                      | —                      | —                      | —                      | —                      | —                      | —                      |
| No More Mr. Nice Guy: Live - Sortie : 10 avril 2012 - Label : 4Worlds media                           | —                      | —                      | —                      | —                      | —                      | —                      | —                      | —                      | —                      | —                      | —                      | —                      | —                      |
| Raise the Dead: Live from Wacken - Sortie : 20 octobre 2014 - Label : UDR                             | —                      | 54                     | —                      | —                      | —                      | —                      | —                      | —                      | 111                    | —                      | —                      | —                      | —                      |
| A Paranormal Evening With Alice Cooper At The Olympia Paris - Sortie : 31 mai 2018 - Label : earMUSIC | —                      | 23                     | 49                     | 17                     | 78                     | 28                     | 24                     | 69                     | 91                     | 142                    | 58                     | 48                     | 64                     |
| Live At The Apollo Theatre Glasgow - 19.02.1982 - Sortie : 24 octobre 2020 - Label : Rhino            | —                      | —                      | —                      | —                      | —                      | —                      | 63                     | —                      | —                      | —                      | —                      | —                      | —                      |
| "—" indique que l'album n'entra pas dans les classements musicaux de ces pays.                        |                        |                        |                        |                        |                        |                        |                        |                        |                        |                        |                        |                        |                        |

### Principales compilations
| Titre                                                                                       | Classements des ventes | Classements des ventes | Classements des ventes | Classements des ventes | Certifications |
| Titre                                                                                       | ALL                    | ÉCO                    | SUÈ                    | R-U                    | Certifications |
| ------------------------------------------------------------------------------------------- | ---------------------- | ---------------------- | ---------------------- | ---------------------- | -------------- |
| Prince of Darkness - Sortie : 1er janvier 1989 - Label : MCA                                | —                      | —                      | —                      | —                      | —              |
| The Beast of Alice Cooper - Sortie : 1989 - Label : Warner Bros.                            | —                      | —                      | —                      | —                      | Or · Argent ·  |
| Classicks - Sortie : 5 septembre 1995 - Label : Epic                                        | 71                     | —                      | —                      | —                      | —              |
| The Life and Crimes of Alice Cooper - Sortie : 20 avril 1999 - Box set 4 CD - Label : Rhino | —                      | —                      | —                      | —                      | —              |
| Super Hits - Sortie : 4 mai 1999 - Label : Epic                                             | —                      | —                      | —                      | —                      | —              |
| Mascara and Monsters: The Best of Alice Cooper - Sortie : 1er janvier 2001 - Label : Rhino  | —                      | —                      | —                      | —                      | —              |
| The Definitive Alice Cooper - Sortie : 5 mars 2001 - Label : Rhino                          | —                      | 24                     | 58                     | 33                     | Or · Or ·      |
| The Essential Alice Cooper: The Epic Years - Sortie : 16 mars 2018 - Label : Epic           | —                      | —                      | —                      | —                      | —              |
| "—" indique que l'album n'entra pas dans les classements musicaux de ces pays.              |                        |                        |                        |                        |                |

## Ep's & singles

### Ep's
| Titre                                                                                        | Classements des ventes | Classements des ventes | Classements des ventes | Classements des ventes | Classements des ventes | Classements des ventes | Classements des ventes | Commentaires |
| Titre                                                                                        | ALL                    | AUT                    | BEL (W)                | ÉCO                    | ESP                    | FRA                    | R-U                    | Commentaires |
| -------------------------------------------------------------------------------------------- | ---------------------- | ---------------------- | ---------------------- | ---------------------- | ---------------------- | ---------------------- | ---------------------- | --- |
| Alice Does Alice - Sortie : 3 août 2010 - Téléchargement uniquement - Label : Bigger Picture | —                      | —                      | —                      | —                      | —                      | —                      | —                      | Ré-enregistrements de cinq titres: - School's Out - No More Mr. Nice Guy - Elected - I'm Eighteen - Welcome to My Nightmare |
| The Breadcrumbs EP - Sortie : 13 septembre 2019 - Ep 10" (6 titres) - Label : earMUSIC       | 54                     | 39                     | 147                    | 17                     | 39                     | 140                    | 80                     | Ep en hommage à la scène rock des années 70 de Detroit.                                                                     |

### Singles
| Titre                                                                          | Détails | Classements des ventes | Classements des ventes | Classements des ventes | Classements des ventes | Classements des ventes | Classements des ventes | Classements des ventes | Classements des ventes | Classements des ventes | Classements des ventes | Classements des ventes | Classements des ventes | Classements des ventes | Classements des ventes | Classements des ventes | De l'album                |
| Titre                                                                          | Détails | USA Hot 100            | USA Main,              | ALL                    | AUS                    | BEL                    | BEL                    | CAN                    | FRA                    | IRL                    | NOR                    | N-Z                    | P-B                    | SUÈ                    | SUI                    | UK                     | De l'album                |
| Titre                                                                          | Détails | USA Hot 100            | USA Main,              | ALL                    | AUS                    | (V)                    | (V)                    | CAN                    | FRA                    | IRL                    | NOR                    | N-Z                    | P-B                    | SUÈ                    | SUI                    | UK                     | De l'album                |
| ------------------------------------------------------------------------------ | --- | ---------------------- | ---------------------- | ---------------------- | ---------------------- | ---------------------- | ---------------------- | ---------------------- | ---------------------- | ---------------------- | ---------------------- | ---------------------- | ---------------------- | ---------------------- | ---------------------- | ---------------------- | ------------------------- |
| Only Women Bleed                                                               | - Sortie : mars 1975 - Face B : Cold Ethyl - Label : Atlantic Records                                       | 12                     | —                      | —                      | —                      | —                      | —                      | 1                      | —                      | —                      | —                      | 21                     | —                      | —                      | —                      | —                      | Welcome to My Nightmare   |
| Department of Youth                                                            | - Sortie : (US) 29 juillet 1975 - Face B : Some Folks - Label : Atlantic                                    | 67                     | —                      | —                      | 7                      | —                      | —                      | —                      | 65                     | —                      | —                      | —                      | —                      | —                      | —                      | —                      | Welcome to My Nightmare   |
| Welcome to My Nightmare                                                        | - Sortie : octobre 1975 - Face B : Cold Ethyl - Label : Atlantic                                            | 45                     | —                      | —                      | —                      | —                      | —                      | —                      | —                      | —                      | —                      | —                      | —                      | —                      | —                      | —                      | Welcome to My Nightmare   |
| I Never Cry                                                                    | - Sortie : 7 juin 1976 - Face B : Go to Hell - Label : Warner Bros. - Or                                    | 12                     | —                      | —                      | —                      | —                      | —                      | 5                      | —                      | —                      | —                      | —                      | —                      | —                      | —                      | —                      | Alice Cooper Goes to Hell |
| You and Me                                                                     | - Sortie : 9 mars 1977 - Face B : It's Hoy Tonight - Label : Warner Bros.                                   | 9                      | —                      | —                      | 2                      | —                      | —                      | 3                      | 45                     | —                      | —                      | 21                     | —                      | —                      | —                      | —                      | Lace and Whiskey          |
| (No More) Love at Your Convenience                                             | - Sortie : 22 avril 1977 - Face B : It's Hot Tonight - Label : Warner Bros.                                 | —                      | —                      | —                      | —                      | —                      | —                      | —                      | —                      | —                      | —                      | —                      | —                      | —                      | —                      | 44                     | Lace and Whiskey          |
| School's Out (live)                                                            | - Sortie : juin 1978 - Face B : Eighteen (live) - Label : Warner Bros.                                      | —                      | —                      | —                      | —                      | —                      | —                      | —                      | —                      | —                      | —                      | —                      | —                      | —                      | —                      | —                      | The Alice Cooper Show     |
| How You Gonna See Me Now                                                       | - Sortie : 9 octobre 1978 - Face B : No Tricks - Label : Warner Bros.                                       | 12                     | —                      | —                      | 9                      | 5                      | —                      | 12                     | —                      | —                      | —                      | 19                     | 9                      | —                      | —                      | 61                     | From the Inside           |
| From the Inside                                                                | - Sortie : Février 1979 - Face B : Nurse Rozetta - Label : Warner Bros.                                     | —                      | —                      | —                      | —                      | —                      | —                      | —                      | —                      | —                      | —                      | —                      | —                      | —                      | —                      | —                      | From the Inside           |
| Clones (We're All)                                                             | - Sortie : 2 avril 1980 - Face B : Model Citizen - Label : Warner Bros.                                     | 40                     | —                      | 58                     | —                      | —                      | —                      | 25                     | —                      | —                      | —                      | —                      | —                      | —                      | —                      | —                      | Flush the Fashion         |
| Talk Talk                                                                      | - Sortie : septembre 1980 - Face B : Dance Yourself to Death - Label : Warner Bros.                         | —                      | —                      | —                      | —                      | —                      | —                      | —                      | —                      | —                      | —                      | —                      | —                      | —                      | —                      | —                      | Flush the Fashion         |
| You Want It, You Get It                                                        | - Sortie : juillet 1981 - Face B : Who Do You Think We Are - Label : Warner Bros.                           | —                      | —                      | —                      | —                      | —                      | —                      | —                      | —                      | —                      | —                      | —                      | —                      | —                      | —                      | —                      | Special Forces            |
| Seven and Seven Is                                                             | - Sortie : - Face B : Generation Landslide '81 (live) - Label : Warner Bros.                                | —                      | —                      | —                      | —                      | —                      | —                      | —                      | —                      | —                      | —                      | —                      | —                      | —                      | —                      | 62                     | Special Forces            |
| For Britain Only                                                               | - Sortie : 30 avril 1982 - Face B : Under My Wheels (live) - uniquement - Label : Warner Bros.              | —                      | —                      | —                      | —                      | —                      | —                      | —                      | —                      | —                      | —                      | —                      | —                      | —                      | —                      | 66                     | Non-album single          |
| I Like Girls                                                                   | - Sortie : novembre 1982 - Face B : Zorro's Ascent - Label : Warner Bros.                                   | —                      | —                      | —                      | —                      | —                      | —                      | —                      | —                      | —                      | —                      | —                      | —                      | —                      | —                      | —                      | Zipper Catches Skin       |
| I Am the Future                                                                | - Sortie : 14 octobre 1982 - Face B : Zorro's Ascent - Label : Warner Bros.                                 | —                      | —                      | —                      | —                      | —                      | —                      | —                      | —                      | —                      | —                      | —                      | —                      | —                      | —                      | —                      | Zipper Catches Skin       |
| I Love America                                                                 | - Sortie : novembre 1983 - Face B : Fresh Blood / Pass the Gun Around - Label : Warner Bros.                | —                      | —                      | —                      | —                      | —                      | —                      | —                      | —                      | —                      | —                      | —                      | —                      | —                      | —                      | —                      | DaDa                      |
| He's Back (The Man Behind the Mask)                                            | - Sortie : 29 août 1986 - Face B : Billion Dollar Babies (live) - Label : MCA                               | —                      | —                      | —                      | —                      | —                      | —                      | —                      | —                      | —                      | —                      | —                      | —                      | 4                      | —                      | 61                     | Constrictor               |
| Teenage Frankenstein                                                           | - Sortie : février 1987 - Face B : School's Out (live) - Label : MCA                                        | —                      | —                      | —                      | —                      | —                      | —                      | —                      | —                      | —                      | —                      | —                      | —                      | —                      | —                      | 80                     | Constrictor               |
| Freedom                                                                        | - Sortie : novembre 1987 - Face B : Time to Kill - Label : MCA                                              | —                      | —                      | —                      | —                      | —                      | —                      | —                      | —                      | —                      | —                      | —                      | —                      | —                      | —                      | 50                     | Raise Your Fist and Yell  |
| Poison                                                                         | - Sortie : juillet 1989 - Face B : Trash - Label : Epic - Or - Or - : Platine ·                             | 7                      | 15                     | 25                     | 3                      | 22                     | —                      | 39                     | —                      | 3                      | 3                      | 2                      | 8                      | 10                     | 13                     | 2                      | Trash                     |
| Bed of Nails                                                                   | - Sortie : 25 septembre 1989 - Face B : I'm Your Gun - Label : Epic                                         | —                      | —                      | —                      | 13                     | —                      | —                      | —                      | —                      | 24                     | —                      | 27                     | —                      | 18                     | —                      | 38                     | Trash                     |
| House of Fire                                                                  | - Sortie : novembre 1989 - Face B : This Maniac Is in Love with You - Label : Epic                          | 56                     | 39                     | —                      | —                      | —                      | —                      | —                      | —                      | —                      | —                      | —                      | —                      | —                      | —                      | 65                     | Trash                     |
| Only My Heart Talkin'                                                          | - Sortie : avril 1990 - Face B : Only Women Bleed (live) - Label : Epic                                     | 89                     | 19                     | —                      | 47                     | —                      | —                      | —                      | —                      | —                      | —                      | —                      | —                      | —                      | —                      | —                      | Trash                     |
| Hey Stoopid                                                                    | - Sortie : mai 1991 - Face B : It Rained all Night - Label : Epic                                           | 78                     | 13                     | —                      | 32                     | 36                     | —                      | 48                     | —                      | —                      | 5                      | 17                     | 22                     | 19                     | —                      | 21                     | Hey Stoopid               |
| Love's a Loaded Gun                                                            | - Sortie : septembre 1991 - Face B : Fire - Label : Epic                                                    | —                      | 31                     | —                      | —                      | —                      | —                      | —                      | —                      | —                      | —                      | —                      | —                      | —                      | —                      | 38                     | Hey Stoopid               |
| Feed My Frankenstein                                                           | - Sortie : mai 1992 - Face B : Burning Our Bed - Label : Epic                                               | —                      | —                      | —                      | —                      | —                      | —                      | —                      | —                      | —                      | —                      | —                      | —                      | —                      | —                      | 27                     | Hey Stoopid               |
| Lost in America                                                                | - Sortie : 16 mai 1994 - Face B : Hey Stoopid (live) - Label : Epic                                         | —                      | —                      | —                      | —                      | —                      | —                      | —                      | —                      | —                      | —                      | 46                     | —                      | —                      | —                      | 22                     | The Last Temptation       |
| It's Me                                                                        | - Sortie : juillet 1994 - Face B : Bad Place Alone - Label : Epic                                           | —                      | —                      | —                      | —                      | —                      | —                      | —                      | —                      | —                      | —                      | —                      | —                      | —                      | —                      | 34                     | The Last Temptation       |
| School's Out (live)                                                            | - Sortie : 1997 - Europe uniquement - Face B : Elected (live) - Label : Guardian Records                    | —                      | —                      | —                      | —                      | —                      | —                      | —                      | —                      | —                      | —                      | —                      | —                      | —                      | —                      | —                      | A Fistful of Alice        |
| Gimme                                                                          | - Sortie : août 2000 - Face B : Brutal Planet - Label : Spitfire Records                                    | —                      | —                      | —                      | —                      | —                      | —                      | —                      | —                      | —                      | —                      | —                      | —                      | —                      | —                      | 85                     | Brutal Planet             |
| Keepin' Halloween Alive                                                        | - Sortie : 29 septembre 2009 - Face B : Keepin' Halloween Alive (Cooperoke Mix) - Label : Nightmare Records | —                      | —                      | —                      | —                      | —                      | —                      | —                      | —                      | —                      | —                      | —                      | —                      | —                      | —                      | —                      | non-album single          |
| I'll Bite Your Face Off                                                        | - Sortie : 2 septembre 2011 - Face B : I'll Bite Your Face Off (live) - Label : UMe                         | —                      | —                      | —                      | —                      | —                      | —                      | —                      | —                      | —                      | —                      | —                      | —                      | —                      | —                      | —                      | Welcome 2 My Nightmare    |
| Paranoiac Personality                                                          | - Sortie : 9 juin 2017 - Face B : I'm Eighteen (live) - Label : earMusic                                    | —                      | —                      | —                      | —                      | —                      | Tip                    | —                      | —                      | —                      | —                      | —                      | —                      | —                      | —                      | —                      | Paranormal                |
| Paranormal                                                                     | - Sortie : 14 juillet 2017 - Label : earMusic                                                               | —                      | —                      | —                      | —                      | —                      | —                      | —                      | —                      | —                      | —                      | —                      | —                      | —                      | —                      | —                      | Paranormal                |
| The Sound of A                                                                 | - Sortie : 23 février 2018 - Face B : 4 titres en "live" - Label : earMusic                                 | —                      | —                      | —                      | —                      | —                      | —                      | —                      | —                      | —                      | —                      | —                      | —                      | —                      | —                      | —                      | Paranormal                |
| Don't Give Up                                                                  | - Sortie : 14 août 2020 - Label : earMusic                                                                  | —                      | —                      | —                      | —                      | —                      | —                      | —                      | —                      | —                      | —                      | —                      | —                      | —                      | —                      | —                      | Detroit Stories           |
| Rock and Roll                                                                  | - Sortie : 13 novembre 2020 - Label : earMusic                                                              | —                      | —                      | —                      | —                      | —                      | Tip                    | —                      | —                      | —                      | —                      | —                      | —                      | —                      | —                      | —                      | Detroit Stories           |
| Our Love Will Change The World                                                 | - Sortie : 2020 - Label : earMusic                                                                          | —                      | —                      | —                      | —                      | —                      | Tip                    | —                      | —                      | —                      | —                      | —                      | —                      | —                      | —                      | —                      | Detroit Stories           |
| Social Debris                                                                  | - Sortie : 2021 - Label : earMusic                                                                          | —                      | —                      | —                      | —                      | —                      | —                      | —                      | —                      | —                      | —                      | —                      | —                      | —                      | —                      | —                      | Detroit Stories           |
| Welcome to the Show                                                            | - Sortie : 9 août 2023 - Label : earMusic                                                                   | —                      | —                      | —                      | —                      | —                      | —                      | —                      | —                      | —                      | —                      | —                      | —                      | —                      | —                      | —                      | Road                      |
| "—" indique que l'album n'entra pas dans les classements musicaux de ces pays. | |                        |                        |                        |                        |                        |                        |                        |                        |                        |                        |                        |                        |                        |                        |                        |                           |

### Singles promotionels
| Titre                                                      | De l'album               |
| ---------------------------------------------------------- | ------------------------ |
| I'm Your Gun - Sortie : 1989 - Epic                        | Trash                    |
| Unholy War - Sortie: 1994 - Epic                           | The Last Temptation      |
| Blow Me a Kiss - Sortie: 2000 - Spitfire                   | Brutal Planet            |
| It's The Little Things - Sortie: 2000 - Spitfire           | Brutal Planet            |
| Triggerman / It's Much Too Late - Sortie: 2001 - Spitfire  | Dragontown               |
| The Song That Didn't Rhyme - Sortie: 2003 - Spitfire       | The Eyes of Alice Cooper |
| Novocaine - Sortie: 2003 - Spitfire                        | The Eyes of Alice Cooper |
| Man of the Year - Sortie: 2003 - Spitfire                  | The Eyes of Alice Cooper |
| Love Should Never Feel Like This - Sortie: 2003 - Spitfire | The Eyes of Alice Cooper |
| Dirty Diamonds - Sortie: 2005 - Spitfire                   | Dirty Diamonds           |
| Sunset Babies (All Got Rabies) - Sortie: 2005 - Spitfire   | Dirty Diamonds           |
| Six Hours / Stand - Sortie: 2005 - Spitfire                | Dirty Diamonds           |
| Caffeine - Sortie: 2011 - UMe                              | Welcome 2 My Nightmare   |
| I'm Alice - Sortie: 2023 - earMusic                        | Road                     |
| White Line Frankestein - Sortie: 2023 - earMusic           | Road                     |
| Dead Don't Dance - Sortie: 2023 - earMusic                 | Road                     |

## Vidéographie

### VHS & DVD
| Titre                                       | Détails | Certifications |
| ------------------------------------------- | --- | -------------- |
| Good to See You Again, Alice Cooper         | - Filmé: 1974 : TV Special - Sortie DVD: 2010 - Enregistré: 1974 - Label: Shout! Factory / Eagle Vision - Durée: 100 min. | —              |
| Alice Cooper: The Nightmare                 | - Filmé 1975 : TV Special - Sortie VHS: 1983 - Sortie DVD: 2017 - Label: Warner Home Video - Durée: 66 min.               | —              |
| Welcome to My Nightmare                     | - Filmé: 1976: TV Special - Sortie VHS: 1981 - Sortie DVD: 2002 - Label: Atlantic, Anchor - Durée: 84 min.                | —              |
| Alice Cooper and Friends                    | - Filmé: 1977: TV Special - Sortie VHS: 1978 - Label: Media Video - Durée: 52 min.                                        | —              |
| The Strange Case of Alice Cooper            | - Filmé: 9 avril 1979 - Sortie VHS: 1979 - Sortie DVD: 2012 - Label: Magnetic Video - Durée: 73 min.                      | —              |
| The Nightmare Returns                       | - Filmé: 31 octobre 1986 - Sortie VHS: 1987 - Sortie DVD: 2006 - Label: Geffen Records - Durée: 75 min.                   | —              |
| Video Trash                                 | - Sortie VHS: 1989 - Label: CBS Music Video - Durée: 15 min.                                                              | Or ·           |
| Alice Cooper Trashes The World              | - Filmé: décembre 1989 - Sortie VHS: 1990 - Sortie DVD: 2004 - Label: CBS Music Video - Durée: 94 min.                    | Or · Or        |
| Prime Cuts: The Alice Cooper Story          | - Sortie VHS: 1991 - Label: Castle Music Pictures - Durée: 90 min.                                                        | —              |
| Brutally Live                               | - Filmé: 19 juillet 2000 - Sortie DVD: 5 décembre 2000 - Label: Eagle Vision - Durée: 105 min.                            | Or · Or        |
| Live at Montreux 2005                       | - Filmé: 12 juillet 2005 - Sortie DVD: mai 2006 - Label: Eagle Vision - Durée: 98 min.                                    | Or ·           |
| Theatre of Death (Live At Hammersmith 2009) | - Filmé: 6 décembre 2009 - Sortie DVD : 25 octobre 2010 - Label: Universal - Durée: 91 min.                               | Or ·           |
| Raise the Dead: Live from Wacken            | - Filmé: août 2013 - Sortie DVD : 5 décembre 2014 - Label: UDR Music - Durée: 88 min.                                     | —              |

### Télévision
- 1982 - Alice Cooper à Paris

## Participations
- 1975 : Flash Fearless Vs. the Zorg Women - Sur I'm Flash et Space Pirates
- 1978 : Sgt. Pepper's Lonely Hearts Club Band - Sur Because avec les Bee Gees!
- 1980 : Roadie - Sur Road Rats Avec Dick Wagner
- 1982 : Class of 1984 : - Sur I Am the Future
- 2012 : Friday the 13th Part VI: Jason Lives - Sur He's Back (The Man Behind the Mask)
- 2014 : The Art of McCartney - Sur Eleanor Rigby
- 2018 : Jesus Christ Superstar - Sur King Herod's Song